# Krč (Chorwacja)
Krč – wieś w Chorwacji, w żupanii varażdińskiej, w mieście Novi Marof. W 2011 roku liczyła 418 mieszkańców.